# Le Texan chanceux
Pour plus de détails, voir Fiche technique et Distribution.
Le Texan chanceux, alias La Mine du Texan, (The Lucky Texan) est un film américain de Robert N. Bradbury, sorti en 1934.

## Synopsis
Jerry Mason (John Wayne) a décidé de partir faire fortune dans l'ouest. Avec son associé (George Hayes), il découvre un filon d'or, et tous les deux deviennent très riches. Malheureusement, les choses vont mal tourner car deux hommes vont tout essayer pour leur voler leur mine.

## Fiche technique
- Titre original : The Lucky Texan
- Titre français: Le Texan chanceux alias La Mine du Texan
- Réalisation : Robert N. Bradbury
- Scénario : Robert N. Bradbury
- Direction artistique : E. R. Hickson
- Photographie : Archie Stout
- Son : Dave Stoner
- Production : Paul Malvern
- Société de production : Lone Star Productions
- Société de distribution : Monogram Pictures
- Pays d'origine :  États-Unis
- Langue originale : anglais
- Format : noir et blanc — 35 mm — 1,37:1 — son Mono / Dolby numérique / Film muet
- Genre : western
- Durée : 56 minutes
- Date de sortie :
  - États-Unis : 22 janvier 1934
- Licence : Domaine public

## Distribution
- John Wayne : Jerry Mason
- Barbara Sheldon : Betty Benson
- George Hayes : Jake Benson
- Lloyd Whitlock : Harris
- Yakima Canutt : Cole
- Earl Dwire : Williams
- Ed Parker : Al Miller
- Gordon De Main

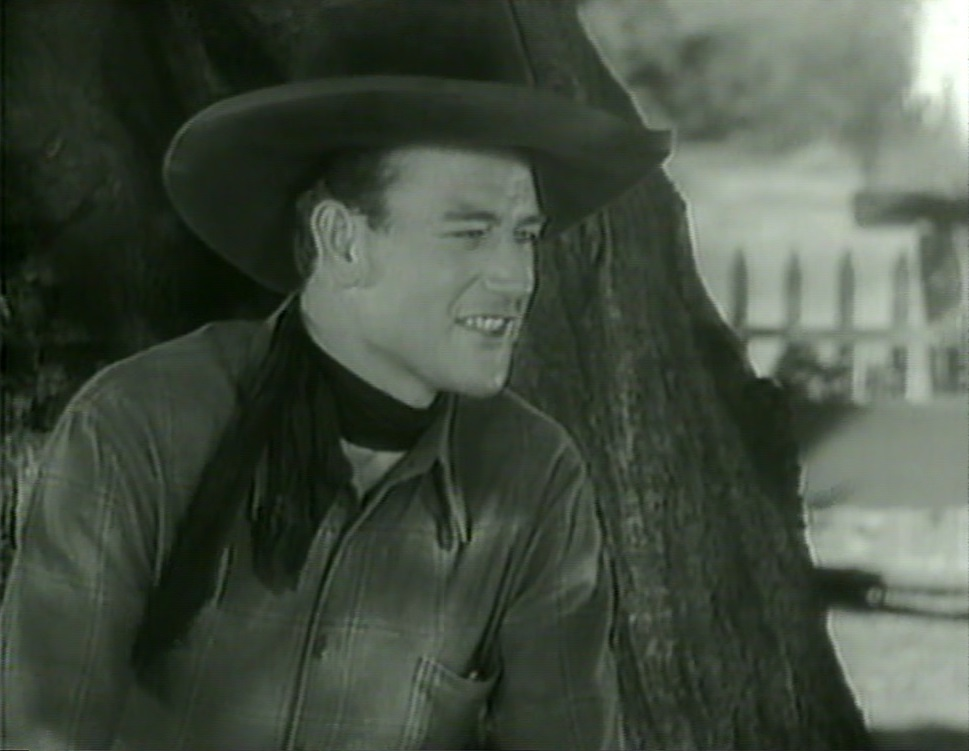
John Wayne dans une scène du film.

- Phil Dunham : juge McGill (non crédité)
- John Ince : un citadin (non crédité)